# Contea di Wexford (Irlanda)
La contea di Wexford (Contae Loch Garman in gaelico irlandese) è una delle trentadue contee dell'Irlanda tradizionali ed una delle 28 contee moderne della Repubblica d'Irlanda. Situata nella provincia del Leinster, costituisce la propaggine più sud-orientale della nazione e dell'isola. Il nome della contea è mutuato dal capoluogo, l'abitato di Wexford, mentre i confini sono basati essenzialmente sul territorio del Regno Gaelico di Uí Ceinnselaig, la cui capitale era invece Fearna. Il Wexford County Council è l'autorità locale deputata all'amministrazione della contea. Gli abitanti sono circa 145.273 secondo il censimento svolto nel 2011.

## Toponomastica e araldica civica
Il nome Wexford deriva da quello dell'omonima cittadina capoluogo. Si tratta di un'anglicizzazione del termine norreno Veisafjǫrðr, che significa "insenatura fangosa".
Il nome irlandese è invece Loch Garman, che significa "lago/insenatura di Garman", riferito a un personaggio mitologico irlandese Garman mac Bomma Licce (lett. "Garman figlio di Bomma Licce"), che sarebbe annegato nell'area.
Sebbene storicamente abbia spesso utilizzato lo stemma civico della cittadina, contraddistinto da uno scudo bianco con tre navi in fiamme, successivamente il consiglio ha adottato un proprio stemma. Si tratta di uno scudo tripartito diagonalmente verso destra e contenente un leone rampante, due teste di lancia ed infine il faro di Hook Head. Ogni elemento è disposto sopra un colore diverso, rispettivamente viola, giallo e bianco, colori ripresi da quelli sociali e sportivi della contea.
La bandiera sportiva è in genere bicolore, viola e oro, unica nel panorama delle contee irlandesi.
| Bandiera coi colori della contea                    |                                                                 |
| Bandiera coi colori sportivi e culturali di Wexford | Stemma di Wexford Town utilizzato in passato anche dalla contea |

## Storia

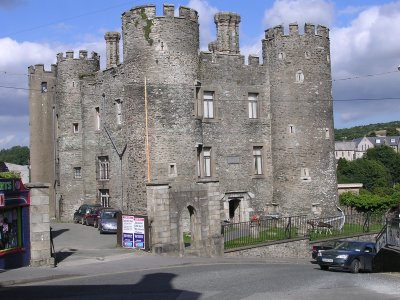
Enniscorthy Castle

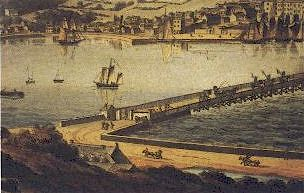
Wexford town c.1800.

La contea è ricca di reperti e testimonianze dell'uomo preistorico Tombe a portale (più delle volte dolmen) sono rinvenibili ad esempio a Ballybrittas (su Bree Hill) ed a Newbawn — queste sono databili al periodo del Neolitico o perfino prima. Reperti dell'Età del Ferro sono invece più diffusi. Le prime tribù irlandesi formarono il Regno di Uí Cheinnsealaig, un'area leggermente più estesa dell'attuale contea che fu anche tra le prime ad essere convertite al Cristianesimo in Irlanda. Successivamente, dall'819 d.C. in poi, fu oggetto delle scorrerie vichinghe, che saccheggiarono numerosi siti cristiani Nondimeno, Wexford Town divenne presto un insediamento vichingo, sicuramente già alla fine del IX secolo.
Wexford fu teatro anche dell'invasione Normanna avvenuta nel 1169 durante il regno di Diarmuid Mac Murrough, Re di Uí Cheinnsealaig e del Leinster (Laigin), fatto che portò alla conseguente colonizzazione del resto della nazione da parte degli Anglo-Normanni.
I nativi irlandesi cominciarono a riconquistare alcuni dei loro territori nel XIV secolo, specialmente nell'area settentrionale della contea e principalmente sotto l'egida di Art MacMurrough Kavanagh. Con la riconquista normanna ed il regno di Enrico VIII d'Inghilterra i grandi insediamenti religiosi vennero tutti dissolti tra il 1536 ed il 1541; nella contea di Wexford vennero pertanto abbandonati la Glascarrig Priory, la Clonmines Priory, l'abbazia di Tintern e quella di Dunbrody.
Il 23 ottobre 1641 scoppiò una delle ribellioni irlandesi più importanti e la contea di Wexford si schierò con vigore a favore dell'Irlanda confederata. Oliver Cromwell e la sua Armata Repubblicana Inglese arrivarono nel 1649 nella contea assoggettandola. Le tenute dei signori irlandesi ed anglo-normanni furono confiscate e donate ai soldati di Cromwell come pagamento dei loro servigi nelle armate. A Duncannon, nel sud-ovest della contea, Giacomo II, dopo la sua sconfitta alla Battaglia del Boyne, s'imbarcò per Kinsale dove sarebbe salpato in esilio per la Francia.
La Contea di Wexford fu anche il principale teatro della Rivolta irlandese del 1798, dove le due principali battaglie furono combattute a Vinegar Hill e New Ross. la famosa ballata Boolavogue fu scritta proprio in ricordo delle Rivolte di Wexford. Anche durante la Rivolta di Pasqua del 1916, ci furono delle insurrezioni ad Enniscorthy, collegate a quelle note e ben più in vasta scala di Dublino. Durante la Seconda guerra mondiale, aerei tedeschi bombardarono Campile, nonostante la neutralità irlandese. Nel 1963 John F. Kennedy, Presidente degli Stati Uniti, visitò la contea e la sua antica casa di famiglia a Dunganstown, vicino a New Ross.

## Geografia fisica
Wexford è la tredicesima contea tradizionale per estensione d'Irlanda e la 14ª in termini di popolazione. Tra quelle del Leinster è invece la contea più vasta e la quarta per abitanti. Wexford è situata nella propaggine sud-orientale dell'isola irlandese ed è l'unica ad affacciarsi sia sull'Atlantico che sul Canale di San Giorgio ed il Mar d'Irlanda. Il fiume Barrow forma invece il confine occidentale terrestre, mentre quello settentrionale è delimitato dalle Blackstairs Mountains e dalle propaggini meridionali dei Monti Wicklow. Wexford confina con Waterford, Kilkenny, Carlow e Wicklow.

### Orografia

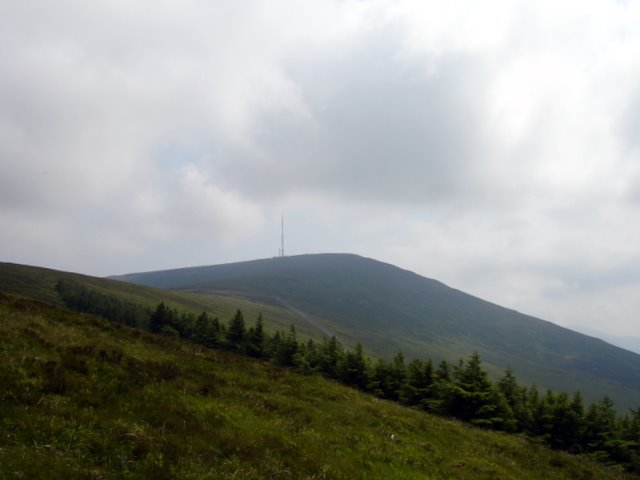
Mount Leinster

Il territorio della contea è per gran parte pianeggiante e particolarmente fertile considerando altri territori irlandesi. Il punto più elevato è caratterizzato dal Monte Leinster (795 m) nella catena delle Blackstairs Mountains, nella porzione nord-occidentale della contea al confine con Carlow.
Altri punti elevati sono:
- Black Rock Mountain, alta 599 m e situata sempre lungo il confine con Carlow.
- Croghan Mountain (o Croghan Kinsella) al confine con Wicklow - 606 m.
- Annagh Hill, 454 m, sempre a ridosso del confine con Wicklow
- Slieveboy, 420 m.

Colline e alture noto sono: Carrigbyrne Hill, Camross (o Camaross) Hill (181 m), Carrigmaistia (167 m), Bree Hill (179 m), Gibbet Hill, Vinegar Hill, Slievecoiltia and Forth Mountain (237 m), e Tara Hill.

### Idrografia

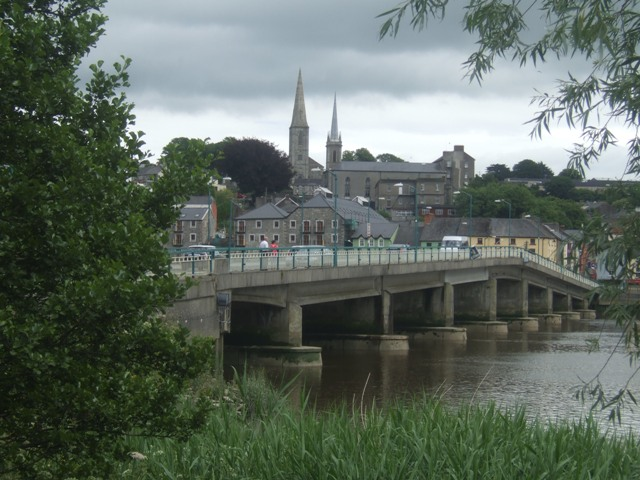
Ponte sul Barrow a New Ross

I due fiumi principali della contea sono lo Slaney ed il Barrow: il secondo, con un percorso di 192 km, è il secondo fiume in lunghezza d'Irlanda.
Altri corsi d'acqua degni di menzione sono l'Owenduff, il Pollmounty, il Corrock, lo Urrin, il Boro, l'Owenavorragh, il Sow ed il Bann.
Non vi sono invece laghi di acqua dolce particolarmente rilevanti, mentre è da considerare la presenza di piccoli laghi salati e laghune presenti in due località - chiamati Lady's Island Lake e Tacumshin Lake.
Il Wexford Cot è una tipica imbarcazione dal fondo piatto usata per pescare sui fondali fangosi formati dalla bassa marea a Wexford, mentre il Float è una canoa equipaggiata di una parte appuntita con una pistola ed usata tradizionalmente per sparare agli uccelli nei banchi tidali di North Slob.

### Costa ed isole
Le Saltee Islands sono situate 5 km al largo di Kilmore Quay, mentre le più piccole Keeragh Islands a malapena ad 1,5 km da Bannow.